# ترافیک (فیلم ۲۰۱۸)
ترافیک (به انگلیسی: Traffik) یک فیلم هیجانی آمریکایی به کارگردانی دیئان تیلر است. پائولا پاتون، عمر اپس، لاز آلونسو و روزلین سانچز در این فیلم به ایفای نقش پرداخته‌اند.
داستان فیلم مربوط به دو زن و مرد است که برای تفریح به یک ویلای بیرون از شهر می‌روند؛ ولی ناخواسته گرفتار ماجرای یک باند غیرقانونی قاچاق زنان می‌شوند.

## طرح
Brea (پائولا پاتون) یک روزنامه نگار برای ساکرامنتو پست است، که ناراحت است از این واقعیت که یک روزنامه نگار رقیب در حال پوشش یک داستان رسوایی بزرگ است که او ماه‌ها سعی در انتشار آن داشته‌است. Brea با رئیس خود، Carl (ویلیام Fichtner) روبرو می‌شود، که می‌گوید داستان او فقط یک قطعه کرکی است و تهدید به آتش زدن او می‌کند.
Brea با دوست پسرش جان (عمر اپس) و دوستانشان دارن (لاز آلونسو) و مالیا (روزلین سانچز) برای شام تولد می‌رود. دارن تعجب آور را که جان برای Brea برنامه ریزی کرده بود خراب می‌کند: او را در یک کوه عاشقانه در کوه‌های کالیفرنیا ببرد. خانمها سپس به حمام می‌روند و Brea به مالیا می‌گوید که فکر می‌کند ممکن است جان در حالی که دور هستند پیشنهاد کند اما می‌گوید هنوز آماده این کار نیست.
جان با تعطیل شدن در تعطیلات، Brea را با اتومبیلی که در مغازه خود ساخته بود شگفت زده کرد. آنها در یک پمپ بنزین ایستاده‌اند که Brea با یک زن ترسناک به نام کارا (Dawn Olivieri) ملاقات می‌کند. او به Brea می‌گوید: "مطمئناً احساس می‌کند مانند چهارم ژوئیه، اینطور نیست؟" قبل از اینکه یک پسر دوچرخه‌سواری عصبانی قطع شود و به کارا دستور دهد که عجله کند تا بتوانند آنجا را ترک کنند. در خارج از کشور، یک دوچرخه سوار دیگر از گروه مشغول اشکال زدن جان است. جان به او می‌گوید که مشکلی نمی‌خواهد، و باعث می‌شود که دوچرخه سوار اتومبیل خود را تف کند. جان با مشت زدن به صورت و دوچرخه‌سواری چاقو را بیرون می‌آورد. در حالی که Brea با عجله روبرو می‌شود، کلانتر مارنس (Missi Pyle) مداخله می‌کند و به دوچرخه‌سواران می‌گوید که دوری کنند.
این فیلم با آمار زندگی واقعی در مورد قاچاق جنسی به پایان می‌رسد، فاش می‌شود 1.9 میلیون زن در حال حاضر در ایالات متحده قاچاق می‌شوند.

## قالب
پائولا پاتون به عنوان Brea
عمر اپس به عنوان جان
لاز آلونسو به عنوان دارن کول
روزلین سانچز به عنوان مالیا
لوک گاس به عنوان رد، رهبر دوچرخه سواران و حلقه قاچاق انسان
ویلیام فیچنر در نقش کارل وینوایت
سحر الیویه به عنوان کارا
Missi Pyle به عنوان معاون سالی مارنز
لورین مک کرالی به عنوان بیلی
آدریان بوستامانته به عنوان یک توزیع کننده